# Cracker Jack
Cracker Jack是玉米花混合花生裹上焦糖後而具濃厚糖蜜風味的一種零食，目前為美國百事食品公司旗下的產品與商標，它最著名的特色是包裝內附了一個玩具。

## 發展簡史
1893年：費德里克·威廉·洛克翰（Frederick William Rueckheim，暱稱成費地茲）與其胞弟路易斯開始批量生產以玉米花、糖蜜、花生調合成的混合零食，並在當年的芝加哥萬國博覽會販售。當時此零食並沒有名字，而被稱作「糖漿玉米花與花生」。

1896年：洛克翰設計了分離玉米花核仁的方法。由於每批產品在鼓型攪拌機中混合時容易結成大型塊狀，因此添加少量的油，但其成份是商業機密。另外，此產品正式定名為「Cracker Jack」，因為某個推銷員吃過此零食候如此讚嘆：「That's Cracker Jack!」（真是好東西！）。

1912年：首度在包裝盒中附贈獎品；此外近年來增加了小玩具、飾品等食品玩具，取代以往寫有謎語、笑話、圖畫或小樂譜的紙片贈品。

1918年：包裝上開始印有象徵物：水手傑克和賓果狗。

1964年：博登食品（Borden, Inc.）和百事食品競爭Cracker Jack的產品生產權，最後由前者收購Cracker Jack公司。

1997年：百事食品併購博登食品，Cracker Jack正式納入百事食品的旗下。

## 趣聞
- 全套176張Cracker Jack開盒附贈的棒球卡現今在美國收藏市場上價值80萬美元[2]
- 7月5日是Cracker Jack日。
- 2004年美國紐約洋基隊在主場捨棄Cracker Jack，改以類似的食品Crunch 'n Munch販賣給球賽觀眾，引起球迷們的嘩然，後來又恢復販售Cracker Jack。